# Moritz Daum
Moritz Matthäus Daum (* 5. Februar 1973 in Baden, Schweiz) ist ein deutscher  Psychologe und Hochschullehrer an der Universität Zürich.

## Leben
Daum studierte ab 1993 an der Universität Zürich zunächst Biologie, wechselte 1996 dann aber zur Psychologie. Dort erwarb er 2001 an der Philosophischen Fakultät im Fach Psychologie sein Lizenziat. Anschliessend arbeitete er als Forschungsassistent am Zürcher Lehrstuhl "Allgemeine und Entwicklungspsychologie" von Friedrich Wilkening. 2005 wurde Daum in Zürich zum Dr. phil promoviert. Im Anschluss an seine Anstellung an der Universität Zürich wechselte er an die Abteilung Psychologie am Max-Planck-Institut für Kognitions- und Neurowissenschaften, wo er mit Wolfgang Prinz und Gisa Aschersleben zum Thema "Entwicklung von Kognition und Handlung" forschte, zunächst zwei Jahre in München, danach in Leipzig. Daum war bis 2010 als wissenschaftlicher Mitarbeiter tätig war. Von Oktober 2010 bis Juli 2012 leitete Daum die Forschungsgruppe «Entwicklung von Kognition und Handlung» am Max-Planck-Institut für Kognitions- und Neurowissenschaften in Leipzig. Während seiner Zeit in Leipzig habilitierte er sich an der Universität Leipzig mit einer entwicklungspsychologischen Arbeit. Seit August 2012 ist Daum Professor für Entwicklungspsychologie: Säuglings- und Kindesalter am Psychologischen Institut der Universität Zürich. Seit August 2020 ist Daum auch mit dem Jacobs Center for Productive Youth Development an der Universität Zürich assoziiert und leitet dieses interdisziplinäre Forschungszentrum seit August 2021 als Direktor. 2023 wirkte er in der Vox-Dokumentation Wir werden groß! mit.
Daum ist verheiratet und Vater von drei Kindern.

## Forschung und Schriften (Auswahl)
Daums Forschungsschwerpunkt ist die Entwicklungspsychologie, vor allem im Säuglings- und Frühkindalter. Dies umfasst unter anderem die kognitive Entwicklung im Kindesalter, den Zusammenhang von Handlungsverständnis und sich entwickelnder Kompetenzen der Handlungssteuerung in der Kindheit, die selektive Imitation, die neurophysiologischen Grundlagen der frühkindlichen sozial-kognitiven Entwicklung sowie die Entwicklung intuitiv-physikalischen Wissens und dynamischer Repräsentationen.
- Mechanismen der frühkindlichen Entwicklung des Handlungsverständnisses. Verlag des Max-Planck-Instituts, Leipzig 2011, ISBN 978-3-941504-09-7 (Habilitationsschrift).